# Paracuellos de la Ribera
Paracuellos de la Ribera è un comune spagnolo di 255 abitanti situato nella comunità autonoma dell'Aragona.